# Jason Richardson (friidrottare)
Jason Richardson, född 4 april 1986 i Houston, Texas, USA är en amerikansk friidrottare som tävlar på 110 meter häck.
Vid friidrotts-VM 2011 i Sydkorea vann Richardson guldet på 110 meter häck på tiden 13,16.

## Personligt rekord
- 110 meter häck - 13,04 i Zagreb, 2011.